# Книттельфельд (судебный округ)
Судебный округ Книттельфельд (нем. Gerichtsbezirk  Knittelfeld) — бывший судебный округ и, одновременно, бывший налоговый участок (налоговое управление)  в Австрии, в федеральной земле Штирия.
Судебный округ Книттельфельд включал в себя территориальную юрисдикцию в районном суде Книттельфельд и подчинялся вышестоящему государственному суду компетентной юрисдикции федеральной земли Штирия — земельному суду в Леобене. Он охватывал до 1 января 2012 года весь политический округ Книттельфельд и в результате реорганизации с 1 июля 2013 года был присоединён к судебному округу Юденбург.
По данным "Географического справочника Штирии (часть 2), 2015.08.31"  население бывшего судебного округа в новых границах (приведены данные переписей за 1528-2011гг. и текущий учёт на конец года) было следующим А): " ... 1528: *4850 Komm., 1544: 5250 Komm., 1617: 8436 Komm., 1770 (Dir.): 10.321 E, 1782: 1970-10.030, 1812: 2229-10.474, 1837: 1983-11.118, 1846: 11.497, 1851: 12.387, 1857: 1997-13.592, 1869: 2008-14.579, 1880: 2084-16.407, 1890: 2247-18.500, 1900: 2278-21.177, 1910: 2431-23.910, 1923: 2544-25.123, 1934: 2760-26.866, 1939: 26.427, 1951: 3083-27.694, 1961: 3731-28.278, 1971: 4657-29.537, 1981: 5508-30.108, 1991: 6223-29.526, 2001: 7194-29.659, 2011: 7927-29.096, 2012: 29.062, 2013: 28.904, 2014: 28.943 (neue Abgrenzung).
G (neue Abgrenzung): Gaal, Großlobming, Knittelfeld, Kobenz, St. Marein-Feistritz, St. Margarethen bei Knittelfeld, Seckau, Spielberg."
- Примечание: А) Первый показатель — количество жилых зданий (при его отсутствии — население судебного округа), второй показатель — население судебного округа, Komm. — число причастников.

## История
В результате революции 1848 года в Австрийской империи, которая была направлена в первую очередь против монархического абсолютизма, одним из направлений стало также создание новых административных органов, включая и судебные округа.

### Решение о создании судебного округа
В 1849 году было обнародовано решение Государственной судебной комиссии о создании судебного округа Книттельфельд. Округ первоначально включал в себя 14 общин (приходов): Dürnberg, Feistritz, Flatschach, Gall, Großlobming, Kleinlobming, Knittelfeld, Lorenzen, Marein, Margarethen, Mitterlobming, Puchschachen, Rachau и Seckau. К 1868 году, в результате разукрупнения прихода Книттельфельд, дополнительно образовалось ещё три общины, вошедшие в состав судебного округа: Spielberg, Kobenz и Apfelberg. 
По данным переписи 1846 года территория округа составляла 52 848,27 га , население — 11 497 чел. Плотность населения — 21,75 чел./км2; землеобеспеченность с учётом внутренних вод — 45 967 м2/чел.
| Таблица 1. Состав судебного округа Книттельфельд по данным переписи 1846 года (политические общины) | Таблица 1. Состав судебного округа Книттельфельд по данным переписи 1846 года (политические общины) | Таблица 1. Состав судебного округа Книттельфельд по данным переписи 1846 года (политические общины) | Таблица 1. Состав судебного округа Книттельфельд по данным переписи 1846 года (политические общины) | Таблица 1. Состав судебного округа Книттельфельд по данным переписи 1846 года (политические общины) | Таблица 1. Состав судебного округа Книттельфельд по данным переписи 1846 года (политические общины) | Таблица 1. Состав судебного округа Книттельфельд по данным переписи 1846 года (политические общины) | Таблица 1. Состав судебного округа Книттельфельд по данным переписи 1846 года (политические общины) |
| № п/п                                                                                               | Текущий номер                                                                                       | Название политических общин                                                                         | Название политических общин                                                                         | Кадастровая площадь в 1846 г., га                                                                   | Население, чел.                                                                                     | Плотность населения, чел./км²                                                                       | Земле-обеспеченность, м²/чел.                                                                       |
| № п/п                                                                                               | Текущий номер                                                                                       | (рус.)                                                                                              | (нем.)                                                                                              | Кадастровая площадь в 1846 г., га                                                                   | Население, чел.                                                                                     | Плотность населения, чел./км²                                                                       | Земле-обеспеченность, м²/чел.                                                                       |
| --------------------------------------------------------------------------------------------------- | --------------------------------------------------------------------------------------------------- | --------------------------------------------------------------------------------------------------- | --------------------------------------------------------------------------------------------------- | --------------------------------------------------------------------------------------------------- | --------------------------------------------------------------------------------------------------- | --------------------------------------------------------------------------------------------------- | --------------------------------------------------------------------------------------------------- |
| 1                                                                                                   | 46                                                                                                  | Галль                                                                                               | Gall                                                                                                | 11533,64                                                                                            | 934                                                                                                 | 8,10                                                                                                | 123.486                                                                                             |
| 2                                                                                                   | 34                                                                                                  | Грослобминг                                                                                         | Großlobming                                                                                         | 694,74                                                                                              | 443                                                                                                 | 63,77                                                                                               | 15.683                                                                                              |
| 3                                                                                                   | 43                                                                                                  | Дюрнберг                                                                                            | Dürnberg                                                                                            | 4308,45                                                                                             | 505                                                                                                 | 11,72                                                                                               | 85.316                                                                                              |
| 4                                                                                                   | 42                                                                                                  | Зеккау                                                                                              | Seckau                                                                                              | 265,65                                                                                              | 568                                                                                                 | 213,82                                                                                              | 4.677                                                                                               |
| 5                                                                                                   | 37                                                                                                  | Клайнлобминг                                                                                        | Kleinlobming                                                                                        | 3514,71                                                                                             | 498                                                                                                 | 14,17                                                                                               | 70.576                                                                                              |
| 6                                                                                                   | 33                                                                                                  | Книттельфельд                                                                                       | Knittelfeld                                                                                         | 4842,04                                                                                             | 3019                                                                                                | 62,35                                                                                               | 16.039                                                                                              |
| 7                                                                                                   | 39                                                                                                  | Лоренцен                                                                                            | Lorenzen                                                                                            | 3471,27                                                                                             | 725                                                                                                 | 20,89                                                                                               | 47.880                                                                                              |
| 8                                                                                                   | 41                                                                                                  | Марайн                                                                                              | Marein                                                                                              | 5682,89                                                                                             | 1261                                                                                                | 22,19                                                                                               | 45.067                                                                                              |
| 9                                                                                                   | 40                                                                                                  | Маргаретен                                                                                          | Margarethen                                                                                         | 685,38                                                                                              | 493                                                                                                 | 71,93                                                                                               | 13.902                                                                                              |
| 10                                                                                                  | 36                                                                                                  | Миттерлобминг                                                                                       | Mitterlobming                                                                                       | 1146,68                                                                                             | 394                                                                                                 | 34,36                                                                                               | 29.103                                                                                              |
| 11                                                                                                  | 44                                                                                                  | Пухшахен                                                                                            | Puchschachen                                                                                        | 4704,70                                                                                             | 873                                                                                                 | 18,56                                                                                               | 53.891                                                                                              |
| 12                                                                                                  | 38                                                                                                  | Рахау                                                                                               | Rachau                                                                                              | 10351,14                                                                                            | 1160                                                                                                | 11,21                                                                                               | 89.234                                                                                              |
| 13                                                                                                  | 45                                                                                                  | Файстриц                                                                                            | Feistritz                                                                                           | 912,93                                                                                              | 392                                                                                                 | 42,94                                                                                               | 23.289                                                                                              |
| 14                                                                                                  | 34                                                                                                  | Флачах                                                                                              | Flatschach                                                                                          | 734,05                                                                                              | 232                                                                                                 | 31,61                                                                                               | 31.640                                                                                              |
| -                                                                                                   | 16.3                                                                                                | Книттельфельд                                                                                       | Knittelfeld                                                                                         | 52.848,27                                                                                           | 11.497                                                                                              | 21,75                                                                                               | 45.967                                                                                              |

| Таблица 2. Состав судебного округа Книттельфельд по данным переписи 1846 года (кадастровые общины) | Таблица 2. Состав судебного округа Книттельфельд по данным переписи 1846 года (кадастровые общины) | Таблица 2. Состав судебного округа Книттельфельд по данным переписи 1846 года (кадастровые общины) | Таблица 2. Состав судебного округа Книттельфельд по данным переписи 1846 года (кадастровые общины) | Таблица 2. Состав судебного округа Книттельфельд по данным переписи 1846 года (кадастровые общины) | Таблица 2. Состав судебного округа Книттельфельд по данным переписи 1846 года (кадастровые общины) | Таблица 2. Состав судебного округа Книттельфельд по данным переписи 1846 года (кадастровые общины) | Таблица 2. Состав судебного округа Книттельфельд по данным переписи 1846 года (кадастровые общины) | Таблица 2. Состав судебного округа Книттельфельд по данным переписи 1846 года (кадастровые общины) |
| № п/п                                                                                              | Кадастровый номер (2015)                                                                           | Название кадастровых общин                                                                         | Название кадастровых общин                                                                         | Кадастровая площадь в 1846 г., м2                                                                  | Население, чел.                                                                                    | Плотность населения, чел./км²                                                                      | Земле-обеспеченность, м²/чел.                                                                      | Политическая община                                                                                |
| № п/п                                                                                              | Кадастровый номер (2015)                                                                           | (рус.)                                                                                             | (нем.)                                                                                             | Кадастровая площадь в 1846 г., м2                                                                  | Население, чел.                                                                                    | Плотность населения, чел./км²                                                                      | Земле-обеспеченность, м²/чел.                                                                      | Политическая община                                                                                |
| -------------------------------------------------------------------------------------------------- | -------------------------------------------------------------------------------------------------- | -------------------------------------------------------------------------------------------------- | -------------------------------------------------------------------------------------------------- | -------------------------------------------------------------------------------------------------- | -------------------------------------------------------------------------------------------------- | -------------------------------------------------------------------------------------------------- | -------------------------------------------------------------------------------------------------- | -------------------------------------------------------------------------------------------------- |
| 1                                                                                                  | 65103                                                                                              | Айнхёрн                                                                                            | Einhörn                                                                                            | 1.282.105,36                                                                                       | 107                                                                                                | 83,46                                                                                              | 11.982                                                                                             | Книттельфельд                                                                                      |
| 2                                                                                                  | 65101                                                                                              | Апфельберг                                                                                         | Apfelberg                                                                                          | 8.681.355,10                                                                                       | 424                                                                                                | 48,84                                                                                              | 20.475                                                                                             | Книттельфельд                                                                                      |
| 3                                                                                                  | 65140                                                                                              | Вайерн                                                                                             | Weyern                                                                                             | 1.119.536,74                                                                                       | 55                                                                                                 | 49,13                                                                                              | 20.355                                                                                             | Книттельфельд                                                                                      |
| 4                                                                                                  | 65139                                                                                              | Вассерлайт                                                                                         | Wasserleith                                                                                        | 28.825.287,15                                                                                      | 242                                                                                                | 8,40                                                                                               | 119.113                                                                                            | Марайн                                                                                             |
| 5                                                                                                  | 65108                                                                                              | Галль                                                                                              | Gall                                                                                               | 60.452.832,95                                                                                      | 533                                                                                                | 8,82                                                                                               | 113.420                                                                                            | Галль                                                                                              |
| 6                                                                                                  | 65109                                                                                              | Глайн / Клайн                                                                                      | Glein                                                                                              | 46.537.217,77                                                                                      | 276                                                                                                | 5,93                                                                                               | 168.613                                                                                            | Рахау                                                                                              |
| 7                                                                                                  | 65110                                                                                              | Граден                                                                                             | Graden                                                                                             | 17.210.891,97                                                                                      | 424                                                                                                | 24,64                                                                                              | 40.592                                                                                             | Пухшахен                                                                                           |
| 8                                                                                                  | 65111                                                                                              | Грайт                                                                                              | Greith                                                                                             | 9.926.156,00                                                                                       | 332                                                                                                | 33,45                                                                                              | 29.898                                                                                             | Марайн                                                                                             |
| 9                                                                                                  | 65112                                                                                              | Грослобминг                                                                                        | Großlobming                                                                                        | 6.947.366,51                                                                                       | 443                                                                                                | 63,77                                                                                              | 15.683                                                                                             | Грослобминг                                                                                        |
| 10                                                                                                 | 65102                                                                                              | Дюрнберг                                                                                           | Dürnberg                                                                                           | 20.892.197,29                                                                                      | 315                                                                                                | 15,08                                                                                              | 66.324                                                                                             | Дюрнберг                                                                                           |
| 11                                                                                                 | 65132                                                                                              | Захендорф                                                                                          | Sachendorf                                                                                         | 1.434.657,31                                                                                       | 120                                                                                                | 83,64                                                                                              | 11.955                                                                                             | Книттельфельд                                                                                      |
| 12                                                                                                 | 65137                                                                                              | Зеккау                                                                                             | Seckau                                                                                             | 2.656.475,61                                                                                       | 568                                                                                                | 213,82                                                                                             | 4.677                                                                                              | Зеккау                                                                                             |
| 13                                                                                                 | 65113                                                                                              | Ингеринг І                                                                                         | Ingering I                                                                                         | 626.223,69                                                                                         | 60                                                                                                 | 95,81                                                                                              | 10.437                                                                                             | Книттельфельд                                                                                      |
| 14                                                                                                 | 65114                                                                                              | Ингеринг ІІ                                                                                        | Ingering II                                                                                        | 54.883.534,04                                                                                      | 401                                                                                                | 7,31                                                                                               | 136.867                                                                                            | Галль                                                                                              |
| 15                                                                                                 | 65115                                                                                              | Клайнлобминг                                                                                       | Kleinlobming                                                                                       | 35.147.062,98                                                                                      | 498                                                                                                | 14,17                                                                                              | 70.576                                                                                             | Клайнлобминг                                                                                       |
| 16                                                                                                 | 65116                                                                                              | Книттельфельд                                                                                      | Knittelfeld                                                                                        | 1.942.669,87                                                                                       | 921                                                                                                | 474,09                                                                                             | 2.109                                                                                              | Книттельфельд                                                                                      |
| 17                                                                                                 | 65117                                                                                              | Кобенц                                                                                             | Kobenz                                                                                             | 5.812.295,84                                                                                       | 247                                                                                                | 42,50                                                                                              | 23.532                                                                                             | Книттельфельд                                                                                      |
| 18                                                                                                 | 65118                                                                                              | Лайнг                                                                                              | Laing                                                                                              | 2.203.962,97                                                                                       | 51                                                                                                 | 23,14                                                                                              | 43.215                                                                                             | Книттельфельд                                                                                      |
| 19                                                                                                 | 65119                                                                                              | Линд                                                                                               | Lind                                                                                               | 1.973.687,39                                                                                       | 116                                                                                                | 58,77                                                                                              | 17.015                                                                                             | Книттельфельд                                                                                      |
| 20                                                                                                 | 65133                                                                                              | Лоренцен                                                                                           | Lorenzen                                                                                           | 6.945.194,14                                                                                       | 261                                                                                                | 37,58                                                                                              | 26.610                                                                                             | Лоренцен                                                                                           |
| 21                                                                                                 | 65134                                                                                              | Марайн                                                                                             | Marein                                                                                             | 4.606.698,44                                                                                       | 236                                                                                                | 51,23                                                                                              | 19.520                                                                                             | Марайн                                                                                             |
| 22                                                                                                 | 65135                                                                                              | Маргаретен                                                                                         | Margarethen                                                                                        | 6.853.832,01                                                                                       | 493                                                                                                | 71,93                                                                                              | 13.902                                                                                             | Маргаретен                                                                                         |
| 23                                                                                                 | 65120                                                                                              | Масвег                                                                                             | Maßweg                                                                                             | 1.316.813,04                                                                                       | 91                                                                                                 | 69,11                                                                                              | 14.470                                                                                             | Книттельфельд                                                                                      |
| 24                                                                                                 | 65121                                                                                              | Миттербах                                                                                          | Mitterbach                                                                                         | 20.992.824,39                                                                                      | 286                                                                                                | 13,62                                                                                              | 73.401                                                                                             | Рахау                                                                                              |
| 25                                                                                                 | 65122                                                                                              | Миттерлобминг                                                                                      | Mitterlobming                                                                                      | 11.466.759,85                                                                                      | 394                                                                                                | 34,36                                                                                              | 29.103                                                                                             | Миттерлобминг                                                                                      |
| 26                                                                                                 | 65123                                                                                              | Нойхофен                                                                                           | Neuhofen                                                                                           | 22.192.282,31                                                                                      | 190                                                                                                | 8,56                                                                                               | 116.801                                                                                            | Дюрнберг                                                                                           |
| 27                                                                                                 | 65124                                                                                              | Паузендорф                                                                                         | Pausendorf                                                                                         | 2.183.836,11                                                                                       | 170                                                                                                | 77,84                                                                                              | 12.846                                                                                             | Книттельфельд                                                                                      |
| 28                                                                                                 | 65125                                                                                              | Пихль                                                                                              | Pichl                                                                                              | 7.310.657,03                                                                                       | 206                                                                                                | 28,18                                                                                              | 35.489                                                                                             | Лоренцен                                                                                           |
| 29                                                                                                 | 65126                                                                                              | Пранк                                                                                              | Prank                                                                                              | 4.153.919,65                                                                                       | 224                                                                                                | 53,92                                                                                              | 18.544                                                                                             | Марайн                                                                                             |
| 30                                                                                                 | 65127                                                                                              | Прег                                                                                               | Preg                                                                                               | 20.456.894,63                                                                                      | 258                                                                                                | 12,61                                                                                              | 79.290                                                                                             | Лоренцен                                                                                           |
| 31                                                                                                 | 65128                                                                                              | Пухшахен                                                                                           | Puchschachen                                                                                       | 29.836.093,53                                                                                      | 449                                                                                                | 15,05                                                                                              | 66.450                                                                                             | Пухшахен                                                                                           |
| 32                                                                                                 | 65131                                                                                              | Расниц                                                                                             | Raßnitz                                                                                            | 5.916.753,38                                                                                       | 105                                                                                                | 17,75                                                                                              | 56.350                                                                                             | Книттельфельд                                                                                      |
| 33                                                                                                 | 65129                                                                                              | Рахау І                                                                                            | Rachau І                                                                                           | 16.883.751,38                                                                                      | 598                                                                                                | 16,62                                                                                              | 60.170                                                                                             | Рахау                                                                                              |
| 34                                                                                                 | 65130                                                                                              | Рахау ІІ                                                                                           | Rachau ІІ                                                                                          | 19.097.630,32                                                                                      | см. Рахау І                                                                                        | см. Рахау І                                                                                        | см. Рахау І                                                                                        | Рахау                                                                                              |
| 35                                                                                                 | 65105                                                                                              | Файстриц                                                                                           | Feistritz                                                                                          | 9.129.285,61                                                                                       | 392                                                                                                | 42,94                                                                                              | 23.289                                                                                             | Файстриц                                                                                           |
| 36                                                                                                 | 65104                                                                                              | Фаррах                                                                                             | Farrach                                                                                            | 4.795.605,34                                                                                       | 295                                                                                                | 61,51                                                                                              | 16.256                                                                                             | Книттельфельд                                                                                      |
| 37                                                                                                 | 65106                                                                                              | Флачах                                                                                             | Flatschach                                                                                         | 7.340.466,08                                                                                       | 232                                                                                                | 31,61                                                                                              | 31.640                                                                                             | Флачах                                                                                             |
| 38                                                                                                 | 65107                                                                                              | Фресенберг                                                                                         | Freßenberg                                                                                         | 9.316.822,18                                                                                       | 375                                                                                                | 24,36                                                                                              | 41.043                                                                                             | Марайн                                                                                             |
| 39                                                                                                 | 65136                                                                                              | Шёнберг                                                                                            | Schönberg                                                                                          | 4.990.849,54                                                                                       | 165                                                                                                | 33,06                                                                                              | 30.248                                                                                             | Книттельфельд                                                                                      |
| 40                                                                                                 | 65138                                                                                              | Шпильберг                                                                                          | Spielberg                                                                                          | 4.140.068,95                                                                                       | 92                                                                                                 | 22,22                                                                                              | 45.001                                                                                             | Книттельфельд                                                                                      |
| -                                                                                                  | 651                                                                                                | Книттельфельд                                                                                      | Knittelfeld                                                                                        | 528.868.154,97                                                                                     | 11.497                                                                                             | 21,74                                                                                              | 46.001                                                                                             | -                                                                                                  |

### Формирование судебного округа
Судебный округ Книттельфельд (территория округа — 9,6 австрийских кв. миль , население на 31.10.1857г. — 13 592 чел.) сформирован в 1868 году при разделении политической и судебной власти  и  вместе с судебными округами Обдах, Оберцайринг и Юденбург вошёл в состав политического округа Юденбург.
Изменение численности населения на территории судебного округа в 1782-2011 гг. по данным налоговых, поместных, военных, церковно-приходских, судебных (1782—1863 гг.) и общенациональных (в том числе пробных и регистрационных) переписей за 1869—2011 гг.
Данные по Quelle: Statistik Austria; Historisches Ortslexikon Steiermark. Teil 1, 2. Datenbestand: 30.6.2011; 31.8.2014; 31.8.2015... ;  Gemeindeverzeichnis 1880 ; Gemeindeverzeichnis 1890 ; Gemeindelexikon KK 04 (Gemeindeverzeichnis 1900) ; Gemeindeverzeichnis 1910 ; Gemeindeverzeichnis 1939 ; Ortsverzeichnis 2001: Steiermark  (нем.) .
До 1880 года политические общины Лоренцен и Марайн были переименовали соответственно в Санкт-Лоренцен и в Санкт-Марайн. В период 1881-1899гг. политические общины Маргаретен и Файстриц были переименовали соответственно в Санкт-Маргаретен и в Файстриц-бай-Книттельфельд. В период 1911-1947гг. община Дюрнберг была переименована в Дюррнберг, а затем вновь переименована в Дюрнберг. Политическая община 
Галль была переименована в Галь.

### Послевоенный период
После Первой мировой войны к судебному округу Юденбург (политический округ Юденбург) 1 июня 1923 года был присоединён судебный округ Обдах. В 1946 году в результате административной реформы был образован политический округ Книттельфельд, а судебный округ Книттельфельд был выведен из состава политического округа Юденбург.

#### Переименование общин (1948-2009)
За период прошедший с момента Второй Мировой Войны с 1948 по 2009 год в судебном округе Книттельфельд произошло пять переименований политических общин.
| Таблица 3. Список переименованных общин бывшего судебного округа Книттельфельд в 1948—2009гг. | Таблица 3. Список переименованных общин бывшего судебного округа Книттельфельд в 1948—2009гг. | Таблица 3. Список переименованных общин бывшего судебного округа Книттельфельд в 1948—2009гг. | Таблица 3. Список переименованных общин бывшего судебного округа Книттельфельд в 1948—2009гг. | Таблица 3. Список переименованных общин бывшего судебного округа Книттельфельд в 1948—2009гг. | Таблица 3. Список переименованных общин бывшего судебного округа Книттельфельд в 1948—2009гг. | Таблица 3. Список переименованных общин бывшего судебного округа Книттельфельд в 1948—2009гг. | Таблица 3. Список переименованных общин бывшего судебного округа Книттельфельд в 1948—2009гг. | Таблица 3. Список переименованных общин бывшего судебного округа Книттельфельд в 1948—2009гг. |
| № п/п                                                                                         | Идентифика-ционный код                                                                        | Старое название политических общин                                                            | Новое название политических общин                                                             | Новое название политических общин                                                             | Судебный округ                                                                                | Политический округ                                                                            | Дата вступления в силу                                                                        | Основание (Gesetzliche bzw. amtl. Grundlagen)                                                 |
| № п/п                                                                                         | Идентифика-ционный код                                                                        | Старое название политических общин                                                            | (рус.)                                                                                        | (нем.)                                                                                        | Судебный округ                                                                                | Политический округ                                                                            | Дата вступления в силу                                                                        | Основание (Gesetzliche bzw. amtl. Grundlagen)                                                 |
| --------------------------------------------------------------------------------------------- | --------------------------------------------------------------------------------------------- | --------------------------------------------------------------------------------------------- | --------------------------------------------------------------------------------------------- | --------------------------------------------------------------------------------------------- | --------------------------------------------------------------------------------------------- | --------------------------------------------------------------------------------------------- | --------------------------------------------------------------------------------------------- | --------------------------------------------------------------------------------------------- |
| 1                                                                                             | 6 09 10                                                                                       | Санкт-Лоренцен                                                                                | Санкт-Лоренцен-бай-Книттельфельд                                                              | Sankt Lorenzen bei Knittelfeld                                                                | Книттельфельд                                                                                 | Книттельфельд                                                                                 | 01.01.1948                                                                                    | LGBL. STM. Nr. 037/1951                                                                       |
| 2                                                                                             | 6 09 11                                                                                       | Санкт-Марайн                                                                                  | Санкт-Марайн-бай-Книттельфельд                                                                | Sankt Marein bei Knittelfeld                                                                  | Книттельфельд                                                                                 | Книттельфельд                                                                                 | 01.01.1948                                                                                    | LGBL. STM. Nr. 007/1979                                                                       |
| 3                                                                                             | 6 09 12                                                                                       | Санкт-Маргаретен                                                                              | Санкт-Маргаретен-бай-Книттельфельд                                                            | Sankt Margarethen bei Knittelfeld                                                             | Книттельфельд                                                                                 | Книттельфельд                                                                                 | 01.01.1948                                                                                    | LGBL. STM. Nr. 107/1989                                                                       |
| 4                                                                                             | 6 09 14                                                                                       | Шпильберг                                                                                     | Шпильберг-бай-Книттельфельд                                                                   | Spielberg bei Knittelfeld                                                                     | Книттельфельд                                                                                 | Книттельфельд                                                                                 | 01.01.1951                                                                                    | LGBL. STM. Nr. 007/1979                                                                       |
| 5                                                                                             | 6 09 14                                                                                       | Шпильберг-бай-Книттельфельд                                                                   | Шпильберг                                                                                     | Spielberg                                                                                     | Книттельфельд                                                                                 | Книттельфельд                                                                                 | 01.01.2009                                                                                    | LGBL. STM. Nr. 107/1989                                                                       |

В соответствии со структурной административной реформой в Штирии 2010-2015гг. при объединении политических округов Юденбург и Книттельфельд в политический округ Мурталь это административное изменение было отменено с 1  января 2012 года. По результатам этой реформы судебный округ Книттельфельд  с 1 июля 2013 года вошёл в состав судебного округа Юденбург, юрисдикция которого полностью распространилась на весь политический округ Мурталь.

#### Перерегистрация общин
При слиянии 1 января 2012 года политических округов Книттельфельд и Юденбург во вновь образованный политический округ Мурталь политическим общинам были присвоены новые идентификационные коды :
| Таблица 4. Идентификационные коды политических общин судебного округа Книттельфельд с 1971 года до его ликвидации | Таблица 4. Идентификационные коды политических общин судебного округа Книттельфельд с 1971 года до его ликвидации | Таблица 4. Идентификационные коды политических общин судебного округа Книттельфельд с 1971 года до его ликвидации | Таблица 4. Идентификационные коды политических общин судебного округа Книттельфельд с 1971 года до его ликвидации | Таблица 4. Идентификационные коды политических общин судебного округа Книттельфельд с 1971 года до его ликвидации | Таблица 4. Идентификационные коды политических общин судебного округа Книттельфельд с 1971 года до его ликвидации |
| № п/п | Политическая община                                                                                               | Политическая община                                                                                               | Идентификационные коды                                                                                            | Идентификационные коды                                                                                            | |
| № п/п | (рус.) | (нем.) | до 2012 года | с 2012 года | |
| --- | --- | --- | --- | --- | --- |
| 1 | Апфельберг | Apfelberg | 6 09 01 | 6 20 02 | |
| 2 | Галь | Gaal | 6 09 04 | 6 20 08 | |
| 3 | Грослобминг | Großlobming | 6 09 05 | 6 20 09 | |
| 4 | Зеккау | Seckau | 6 09 13 | 6 20 34 | |
| 5 | Клайнлобминг | Kleinlobming | 6 09 06 | 6 20 12 | |
| 6 | Книттельфельд | Knittelfeld | 6 09 07 | 6 20 13 | |
| 7 | Кобенц | Kobenz | 6 09 08 | 6 20 14 | |
| 8 | Рахау | Rachau | 6 09 09 | 6 20 22 | |
| 9 | Санкт-Лоренцен-бай-Книттельфельд                                                                                  | Sankt Lorenzen bei Knittelfeld                                                                                    | 6 09 10 | 6 20 28 | |
| 10 | Санкт-Марайн-бай-Книттельфельд                                                                                    | Sankt Marein bei Knittelfeld                                                                                      | 6 09 11 | 6 20 29 | |
| 11 | Санкт-Маргаретен-бай-Книттельфельд                                                                                | Sankt Margarethen bei Knittelfeld                                                                                 | 6 09 12 | 6 20 30 | |
| 12 | Файстриц-бай-Книттельфельд                                                                                        | Feistritz bei Knittelfeld                                                                                         | 6 09 02 | 6 20 05 | |
| 13 | Флачах | Flatschach | 6 09 03 | 6 20 06 | |
| 14 | Шпильберг | Spielberg | 6 09 14 | 6 20 35 | |

#### Ликвидация, упразднение, слияние и объединение общин
Два упразднения, одно слияние и два объединения политических общин произошло с 1 июля 2013 года по 1 января 2015 года на территории упразднённого судебного округа Книттельфельд, находящегося под полной юрисдикцией судебного округа Юденбург (табл. 5).
Легенда к таблице 5:

- Объединение (выделено "цветом "побег папайи" #FFEFD5) — это присоединение одной или нескольких политических общин к политической общине, сохраняющей  своё личное имя (название) для всех присоединённых общин.

| Таблица 5. Список реорганизованных общин бывшего судебного округа Книттельфельд | Таблица 5. Список реорганизованных общин бывшего судебного округа Книттельфельд | Таблица 5. Список реорганизованных общин бывшего судебного округа Книттельфельд | Таблица 5. Список реорганизованных общин бывшего судебного округа Книттельфельд | Таблица 5. Список реорганизованных общин бывшего судебного округа Книттельфельд | Таблица 5. Список реорганизованных общин бывшего судебного округа Книттельфельд | Таблица 5. Список реорганизованных общин бывшего судебного округа Книттельфельд | Таблица 5. Список реорганизованных общин бывшего судебного округа Книттельфельд | Таблица 5. Список реорганизованных общин бывшего судебного округа Книттельфельд | Таблица 5. Список реорганизованных общин бывшего судебного округа Книттельфельд | Таблица 5. Список реорганизованных общин бывшего судебного округа Книттельфельд |
| №                                                                               | Код                                                                             | Название                                                                        | Сочетание [wurde vereinigt mit der (den) Gemeinde(n)]                           | Новое название                                                                  | Немецкое название                                                               | Код                                                                             | Код и название политического округа                                             | Дата вступления в силу                                                          | Основание (Gesetzliche bzw. amtl. Grundlagen)                                   |                                                                                 |
| ------------------------------------------------------------------------------- | ------------------------------------------------------------------------------- | ------------------------------------------------------------------------------- | ------------------------------------------------------------------------------- | ------------------------------------------------------------------------------- | ------------------------------------------------------------------------------- | ------------------------------------------------------------------------------- | ------------------------------------------------------------------------------- | ------------------------------------------------------------------------------- | ------------------------------------------------------------------------------- | ------------------------------------------------------------------------------- |
| 1                                                                               | -                                                                               | Шварценбах-ам-Грёсинг                                                           | Allersdorf bei Judenburg (Teil), Schoberegg                                     | Эппенштайн                                                                      | Eppenstein                                                                      | 6 08 03                                                                         | 608 — Юденбург                                                                  | 01.01.1965                                                                      | LGBL. STM. Nr. 372/1964                                                         |                                                                                 |
| 2                                                                               | -                                                                               | Обдахегг                                                                        | Prethal                                                                         | Америнг                                                                         | Amering                                                                         | 6 08 01                                                                         | 608 — Юденбург                                                                  | 01.01.1968                                                                      | LGBL. STM. Nr. 145/1967                                                         |                                                                                 |
| 2                                                                               | -                                                                               | Преталь                                                                         | Obdachegg                                                                       | Америнг                                                                         | Amering                                                                         | 6 08 01                                                                         | 608 — Юденбург                                                                  | 01.01.1968                                                                      | LGBL. STM. Nr. 145/1967                                                         |                                                                                 |
| 3                                                                               | -                                                                               | Гранитцен                                                                       | Obdach                                                                          | Обдах                                                                           | Obdach                                                                          | 6 08 10                                                                         | 608 — Юденбург                                                                  | 01.01.1970                                                                      | LGBL. STM. Nr. 213/1969                                                         |                                                                                 |
| 3                                                                               | -                                                                               | Обдах                                                                           | Granitzen                                                                       | Обдах                                                                           | Obdach                                                                          | 6 08 10                                                                         | 608 — Юденбург                                                                  | 01.01.1970                                                                      | LGBL. STM. Nr. 213/1969                                                         |                                                                                 |
| 4                                                                               | 6 20 01                                                                         | Америнг                                                                         | Obdach, Sankt Anna am Lavantegg, Sankt Wolfgang-Kienberg                        | Обдах                                                                           | Obdach                                                                          | 6 20 42                                                                         | 620 — Мурталь                                                                   | 01.01.2015                                                                      | LGBL. STM. Nr. 149/2013                                                         |                                                                                 |
| 4                                                                               | 6 20 16                                                                         | Обдах                                                                           | Amering, Sankt Anna am Lavantegg, Sankt Wolfgang-Kienberg                       | Обдах                                                                           | Obdach                                                                          | 6 20 42                                                                         | 620 — Мурталь                                                                   | 01.01.2015                                                                      | LGBL. STM. Nr. 149/2013                                                         |                                                                                 |
| 4                                                                               | 6 20 25                                                                         | Санкт-Анна-ам-Лафантегг                                                         | Amering, Obdach, Sankt Wolfgang-Kienberg                                        | Обдах                                                                           | Obdach                                                                          | 6 20 42                                                                         | 620 — Мурталь                                                                   | 01.01.2015                                                                      | LGBL. STM. Nr. 149/2013                                                         |                                                                                 |
| 4                                                                               | 6 20 33                                                                         | Санкт-Вольфганг-Кинберг                                                         | Amering, Obdach, Sankt Anna am Lavantegg                                        | Обдах                                                                           | Obdach                                                                          | 6 20 42                                                                         | 620 — Мурталь                                                                   | 01.01.2015                                                                      | LGBL. STM. Nr. 149/2013                                                         |                                                                                 |
| 5                                                                               | 6 20 04                                                                         | Эппенштайн                                                                      | Maria Buch-Feistritz, Reisstraße, Weißkirchen in Steiermark                     | Вайскирхен-ин-Штайермарк                                                        | Weißkirchen in Steiermark                                                       | 6 20 48                                                                         | 620 — Мурталь                                                                   | 01.01.2015                                                                      | LGBL. STM. Nr. 095/2013                                                         |                                                                                 |

### Ликвидация судебного округа
До 1 января 2012 года судебному округу был присвоен официальный кодовый номер — 6091.
Но, в связи с ликвидацией политического округа Книттельфельд, с 1 января 2012 года судебному округу был присвоен новый кодовый номер — 6202.
По состоянию на 1 июля 2013 года окружной суд был распущен и все 14 общин (муниципалитетов) были переданы под юрисдикцию судебного округа Юденбург (кодовый номер 6201).

### Состав судебного округа
В окружной суд на момент его ликвидации входило 14 политических общин: Апфельберг, Галь, Грослобминг, Зеккау, Клайнлобминг, Книттельфельд, Кобенц, Рахау, Санкт-Лоренцен-бай-Книттельфельд, Санкт-Марайн-бай-Книттельфельд, Санкт-Маргаретен-бай-Книттельфельд, Файстриц-бай-Книттельфельд, Флачах и Шпильберг, расположенных на территории бывшего политического округа Книттельфельд (см. табл. 6), а также 40 кадастровых общин (см. табл. 7), расположенных на территории бывшего политического округа Книттельфельд, занимающего в настоящее время восточную часть вновь образованного политического округа Мурталь.
| Таблица 6. Состав судебного округа Книттельфельд по данным переписи 2011 года (политические общины) | Таблица 6. Состав судебного округа Книттельфельд по данным переписи 2011 года (политические общины) | Таблица 6. Состав судебного округа Книттельфельд по данным переписи 2011 года (политические общины) | Таблица 6. Состав судебного округа Книттельфельд по данным переписи 2011 года (политические общины) | Таблица 6. Состав судебного округа Книттельфельд по данным переписи 2011 года (политические общины) | Таблица 6. Состав судебного округа Книттельфельд по данным переписи 2011 года (политические общины) | Таблица 6. Состав судебного округа Книттельфельд по данным переписи 2011 года (политические общины) | Таблица 6. Состав судебного округа Книттельфельд по данным переписи 2011 года (политические общины) |
| № п/п                                                                                               | Идентифика-ционный код <2011⇔(2012)                                                                 | Название политических общин                                                                         | Название политических общин                                                                         | Площадь, га (2011)                                                                                  | Население, чел.                                                                                     | Плотность населения, чел./км²                                                                       | Землеобеспеченность, м²/чел.                                                                        |
| № п/п                                                                                               | Идентифика-ционный код <2011⇔(2012)                                                                 | (рус.)                                                                                              | (нем.)                                                                                              | Площадь, га (2011)                                                                                  | Население, чел.                                                                                     | Плотность населения, чел./км²                                                                       | Землеобеспеченность, м²/чел.                                                                        |
| --------------------------------------------------------------------------------------------------- | --------------------------------------------------------------------------------------------------- | --------------------------------------------------------------------------------------------------- | --------------------------------------------------------------------------------------------------- | --------------------------------------------------------------------------------------------------- | --------------------------------------------------------------------------------------------------- | --------------------------------------------------------------------------------------------------- | --------------------------------------------------------------------------------------------------- |
| 1                                                                                                   | 6 09 01 (6 20 02)                                                                                   | Апфельберг                                                                                          | Apfelberg                                                                                           | 933,18                                                                                              | 1133                                                                                                | 121,41                                                                                              | 8.236                                                                                               |
| 2                                                                                                   | 6 09 04 (6 20 08)                                                                                   | Галь                                                                                                | Gaal                                                                                                | 19743,92                                                                                            | 1444                                                                                                | 7,31                                                                                                | 136.731                                                                                             |
| 3                                                                                                   | 6 09 05 (6 20 09)                                                                                   | Грослобминг                                                                                         | Großlobming                                                                                         | 736,67                                                                                              | 1178                                                                                                | 159,91                                                                                              | 6.254                                                                                               |
| 4                                                                                                   | 6 09 13 (6 20 34)                                                                                   | Зеккау                                                                                              | Seckau                                                                                              | 4622,95                                                                                             | 1267                                                                                                | 27,41                                                                                               | 36.487                                                                                              |
| 5                                                                                                   | 6 09 06 (6 20 12)                                                                                   | Клайнлобминг                                                                                        | Kleinlobming                                                                                        | 4701,85                                                                                             | 643                                                                                                 | 13,68                                                                                               | 73.124                                                                                              |
| 6                                                                                                   | 6 09 07 (6 20 13)                                                                                   | Книттельфельд                                                                                       | Knittelfeld                                                                                         | 452,28                                                                                              | 11553                                                                                               | 2554,42                                                                                             | 391                                                                                                 |
| 7                                                                                                   | 6 09 08 (6 20 14)                                                                                   | Кобенц                                                                                              | Kobenz                                                                                              | 1763,28                                                                                             | 1845                                                                                                | 104,63                                                                                              | 9.557                                                                                               |
| 8                                                                                                   | 6 09 09 (6 20 22)                                                                                   | Рахау                                                                                               | Rachau                                                                                              | 10496,36                                                                                            | 607                                                                                                 | 5,78                                                                                                | 172.922                                                                                             |
| 9                                                                                                   | 6 09 10 (6 20 28)                                                                                   | Санкт-Лоренцен-бай-Книттельфельд                                                                    | Sankt Lorenzen bei Knittelfeld                                                                      | 3588,52                                                                                             | 789                                                                                                 | 21,99                                                                                               | 45.482                                                                                              |
| 10                                                                                                  | 6 09 11 (6 20 29)                                                                                   | Санкт-Марайн-бай-Книттельфельд                                                                      | Sankt Marein bei Knittelfeld                                                                        | 6070,44                                                                                             | 1220                                                                                                | 20,10                                                                                               | 49.758                                                                                              |
| 11                                                                                                  | 6 09 12 (6 20 30)                                                                                   | Санкт-Маргаретен-бай-Книттельфельд                                                                  | Sankt Margarethen bei Knittelfeld                                                                   | 737,36                                                                                              | 1338                                                                                                | 181,46                                                                                              | 5.511                                                                                               |
| 12                                                                                                  | 6 09 02 (6 20 05)                                                                                   | Файстриц-бай-Книттельфельд                                                                          | Feistritz bei Knittelfeld                                                                           | 989,17                                                                                              | 771                                                                                                 | 77,94                                                                                               | 12.830                                                                                              |
| 13                                                                                                  | 6 09 03 (6 20 06)                                                                                   | Флачах                                                                                              | Flatschach                                                                                          | 741,92                                                                                              | 207                                                                                                 | 27,90                                                                                               | 35.842                                                                                              |
| 14                                                                                                  | 6 09 14 (6 20 35)                                                                                   | Шпильберг                                                                                           | Spielberg                                                                                           | 2227,47                                                                                             | 5101                                                                                                | 229,00                                                                                              | 4.367                                                                                               |
| -                                                                                                   | 6091 (6202)                                                                                         | Книттельфельд                                                                                       | Knittelfeld                                                                                         | 57.805,38                                                                                           | 29.096                                                                                              | 50,33                                                                                               | 19.867                                                                                              |

| Таблица 7. Состав судебного округа Книттельфельд по данным переписи 2011 года (кадастровые общины) | Таблица 7. Состав судебного округа Книттельфельд по данным переписи 2011 года (кадастровые общины) | Таблица 7. Состав судебного округа Книттельфельд по данным переписи 2011 года (кадастровые общины) | Таблица 7. Состав судебного округа Книттельфельд по данным переписи 2011 года (кадастровые общины) | Таблица 7. Состав судебного округа Книттельфельд по данным переписи 2011 года (кадастровые общины) | Таблица 7. Состав судебного округа Книттельфельд по данным переписи 2011 года (кадастровые общины) | Таблица 7. Состав судебного округа Книттельфельд по данным переписи 2011 года (кадастровые общины) | Таблица 7. Состав судебного округа Книттельфельд по данным переписи 2011 года (кадастровые общины) | Таблица 7. Состав судебного округа Книттельфельд по данным переписи 2011 года (кадастровые общины) |
| № п/п                                                                                              | Кадастровый номер (2015)                                                                           | Название кадастровых общин                                                                         | Название кадастровых общин                                                                         | Кадастровая площадь в 2015 г., м2                                                                  | Население, чел.                                                                                    | Плотность населения, чел./км²                                                                      | Земле-обеспеченность, м²/чел.                                                                      | Политическая община                                                                                |
| № п/п                                                                                              | Кадастровый номер (2015)                                                                           | (рус.)                                                                                             | (нем.)                                                                                             | Кадастровая площадь в 2015 г., м2                                                                  | Население, чел.                                                                                    | Плотность населения, чел./км²                                                                      | Земле-обеспеченность, м²/чел.                                                                      | Политическая община                                                                                |
| -------------------------------------------------------------------------------------------------- | -------------------------------------------------------------------------------------------------- | -------------------------------------------------------------------------------------------------- | -------------------------------------------------------------------------------------------------- | -------------------------------------------------------------------------------------------------- | -------------------------------------------------------------------------------------------------- | -------------------------------------------------------------------------------------------------- | -------------------------------------------------------------------------------------------------- | -------------------------------------------------------------------------------------------------- |
| 1                                                                                                  | 65103                                                                                              | Айнхёрн                                                                                            | Einhörn                                                                                            | 1.322.187,59                                                                                       | 202                                                                                                | 152,78                                                                                             | 6.545                                                                                              | Шпильберг                                                                                          |
| 2                                                                                                  | 65101                                                                                              | Апфельберг                                                                                         | Apfelberg                                                                                          | 9.331.815,54                                                                                       | 1133                                                                                               | 121,41                                                                                             | 8.236                                                                                              | Апфельберг                                                                                         |
| 3                                                                                                  | 65140                                                                                              | Вайерн                                                                                             | Weyern                                                                                             | 1.412.436,12                                                                                       | 199                                                                                                | 140,89                                                                                             | 7.098                                                                                              | Шпильберг                                                                                          |
| 4                                                                                                  | 65139                                                                                              | Вассерлайт                                                                                         | Wasserleith                                                                                        | 32.150.841,64                                                                                      | 109                                                                                                | 3,39                                                                                               | 294.962                                                                                            | Санкт-Марайн-бай-Книттельфельд                                                                     |
| 5                                                                                                  | 65108                                                                                              | Галь                                                                                               | Gall                                                                                               | 73.969.213,77                                                                                      | 260                                                                                                | 3,51                                                                                               | 284.497                                                                                            | Галь                                                                                               |
| 6                                                                                                  | 65109                                                                                              | Глайн                                                                                              | Glein                                                                                              | 46.928.511,49                                                                                      | 158                                                                                                | 3,37                                                                                               | 297.016                                                                                            | Рахау                                                                                              |
| 7                                                                                                  | 65110                                                                                              | Граден                                                                                             | Graden                                                                                             | 17.530.041,03                                                                                      | 716                                                                                                | 40,84                                                                                              | 24.483                                                                                             | Галь                                                                                               |
| 8                                                                                                  | 65111                                                                                              | Гройт                                                                                              | Greith                                                                                             | 10.022.758,32                                                                                      | 188                                                                                                | 18,76                                                                                              | 53.313                                                                                             | Санкт-Марайн-бай-Книттельфельд                                                                     |
| 9                                                                                                  | 65112                                                                                              | Грослобминг                                                                                        | Großlobming                                                                                        | 7.366.671,59                                                                                       | 1178                                                                                               | 159,91                                                                                             | 6.254                                                                                              | Грослобминг                                                                                        |
| 10                                                                                                 | 65102                                                                                              | Дюрнберг                                                                                           | Dürnberg                                                                                           | 21.042.163,02                                                                                      | 363                                                                                                | 17,25                                                                                              | 57.967                                                                                             | Зеккау                                                                                             |
| 11                                                                                                 | 65132                                                                                              | Захендорф                                                                                          | Sachendorf                                                                                         | 1.536.583,55                                                                                       | 471                                                                                                | 306,52                                                                                             | 3.262                                                                                              | Шпильберг                                                                                          |
| 12                                                                                                 | 65137                                                                                              | Зеккау                                                                                             | Seckau                                                                                             | 2.741.834,18                                                                                       | 579                                                                                                | 211,17                                                                                             | 4.735                                                                                              | Зеккау                                                                                             |
| 13                                                                                                 | 65113                                                                                              | Ингеринг І                                                                                         | Ingering I                                                                                         | 677.653,13                                                                                         | 132                                                                                                | 194,79                                                                                             | 5.134                                                                                              | Шпильберг                                                                                          |
| 14                                                                                                 | 65114                                                                                              | Ингеринг ІІ                                                                                        | Ingering II                                                                                        | 69.331.122,16                                                                                      | 279                                                                                                | 4,02                                                                                               | 248.499                                                                                            | Галь                                                                                               |
| 15                                                                                                 | 65115                                                                                              | Клайнлобминг                                                                                       | Kleinlobming                                                                                       | 35.431.479,38                                                                                      | 391                                                                                                | 11,04                                                                                              | 90.618                                                                                             | Клайнлобминг                                                                                       |
| 16                                                                                                 | 65116                                                                                              | Книттельфельд                                                                                      | Knittelfeld                                                                                        | 4.522.756,34                                                                                       | 11553                                                                                              | 2554,42                                                                                            | 391                                                                                                | Книттельфельд                                                                                      |
| 17                                                                                                 | 65117                                                                                              | Кобенц                                                                                             | Kobenz                                                                                             | 5.937.711,90                                                                                       | 633                                                                                                | 106,61                                                                                             | 9.380                                                                                              | Кобенц                                                                                             |
| 18                                                                                                 | 65118                                                                                              | Лайнг                                                                                              | Laing                                                                                              | 943.397,90                                                                                         | 106                                                                                                | 112,36                                                                                             | 8.900                                                                                              | Шпильберг                                                                                          |
| 19                                                                                                 | 65119                                                                                              | Линд                                                                                               | Lind                                                                                               | 3.260.773,24                                                                                       | 706                                                                                                | 216,51                                                                                             | 4.619                                                                                              | Шпильберг                                                                                          |
| 20                                                                                                 | 65120                                                                                              | Масвег                                                                                             | Maßweg                                                                                             | 1.444.129,64                                                                                       | 1093                                                                                               | 756,86                                                                                             | 1.321                                                                                              | Шпильберг                                                                                          |
| 21                                                                                                 | 65121                                                                                              | Миттербах                                                                                          | Mitterbach                                                                                         | 21.373.022,49                                                                                      | 145                                                                                                | 6,78                                                                                               | 147.400                                                                                            | Рахау                                                                                              |
| 22                                                                                                 | 65122                                                                                              | Миттерлобминг                                                                                      | Mitterlobming                                                                                      | 11.587.001,22                                                                                      | 252                                                                                                | 21,75                                                                                              | 45.980                                                                                             | Клайнлобминг                                                                                       |
| 23                                                                                                 | 65123                                                                                              | Нойхофен                                                                                           | Neuhofen                                                                                           | 22.445.539,70                                                                                      | 325                                                                                                | 14,48                                                                                              | 69.063                                                                                             | Зеккау                                                                                             |
| 24                                                                                                 | 65124                                                                                              | Паузендорф                                                                                         | Pausendorf                                                                                         | 2.256.177,72                                                                                       | 1740                                                                                               | 771,22                                                                                             | 1.297                                                                                              | Шпильберг                                                                                          |
| 25                                                                                                 | 65125                                                                                              | Пихль                                                                                              | Pichl                                                                                              | 7.787.176,15                                                                                       | 84                                                                                                 | 10,79                                                                                              | 92.704                                                                                             | Санкт-Лоренцен-бай-Книттельфельд                                                                   |
| 26                                                                                                 | 65126                                                                                              | Пранк                                                                                              | Prank                                                                                              | 4.296.293,43                                                                                       | 246                                                                                                | 57,26                                                                                              | 17.465                                                                                             | Санкт-Марайн-бай-Книттельфельд                                                                     |
| 27                                                                                                 | 65127                                                                                              | Прег                                                                                               | Preg                                                                                               | 20.889.954,38                                                                                      | 191                                                                                                | 9,14                                                                                               | 109.371                                                                                            | Санкт-Лоренцен-бай-Книттельфельд                                                                   |
| 28                                                                                                 | 65128                                                                                              | Пухшахен                                                                                           | Puchschachen                                                                                       | 36.608.828,28                                                                                      | 189                                                                                                | 5,16                                                                                               | 193.698                                                                                            | Галь                                                                                               |
| 29                                                                                                 | 65131                                                                                              | Расниц                                                                                             | Raßnitz                                                                                            | 6.438.562,73                                                                                       | 902                                                                                                | 140,09                                                                                             | 7.138                                                                                              | Кобенц                                                                                             |
| 30                                                                                                 | 65129                                                                                              | Рахау І                                                                                            | Rachau І                                                                                           | 17.155.335,08                                                                                      | 304                                                                                                | 8,29                                                                                               | 120.599                                                                                            | Рахау                                                                                              |
| 31                                                                                                 | 65130                                                                                              | Рахау ІІ                                                                                           | Rachau ІІ                                                                                          | 19.506.730,41                                                                                      | см. Рахау І                                                                                        | см. Рахау І                                                                                        | см. Рахау І                                                                                        | Рахау                                                                                              |
| 32                                                                                                 | 65133                                                                                              | Санкт-Лоренцен                                                                                     | Sankt Lorenzen                                                                                     | 7.208.086,84                                                                                       | 514                                                                                                | 71,31                                                                                              | 14.024                                                                                             | Санкт-Лоренцен-бай-Книттельфельд                                                                   |
| 33                                                                                                 | 65134                                                                                              | Санкт-Марайн                                                                                       | Sankt Marein                                                                                       | 4.826.733,58                                                                                       | 452                                                                                                | 93,65                                                                                              | 10.679                                                                                             | Санкт-Марайн-бай-Книттельфельд                                                                     |
| 34                                                                                                 | 65135                                                                                              | Санкт-Маргаретен                                                                                   | Sankt Margarethen                                                                                  | 7.373.640,09                                                                                       | 1338                                                                                               | 181,46                                                                                             | 5.511                                                                                              | Санкт-Маргаретен-бай-Книттельфельд                                                                 |
| 35                                                                                                 | 65105                                                                                              | Файстриц                                                                                           | Feistritz                                                                                          | 9.891.679,29                                                                                       | 771                                                                                                | 77,94                                                                                              | 12.830                                                                                             | Файстриц-бай-Книттельфельд                                                                         |
| 36                                                                                                 | 65104                                                                                              | Фаррах                                                                                             | Farrach                                                                                            | 5.256.553,86                                                                                       | 310                                                                                                | 58,97                                                                                              | 16.957                                                                                             | Кобенц                                                                                             |
| 37                                                                                                 | 65106                                                                                              | Флачах                                                                                             | Flatschach                                                                                         | 7.419.234,07                                                                                       | 207                                                                                                | 27,90                                                                                              | 35.842                                                                                             | Флачах                                                                                             |
| 38                                                                                                 | 65107                                                                                              | Фрессенберг                                                                                        | Freßenberg                                                                                         | 9.407.795,61                                                                                       | 225                                                                                                | 23,92                                                                                              | 41.812                                                                                             | Санкт-Марайн-бай-Книттельфельд                                                                     |
| 39                                                                                                 | 65136                                                                                              | Шёнберг                                                                                            | Schönberg                                                                                          | 5.164.120,69                                                                                       | 63                                                                                                 | 12,20                                                                                              | 81.970                                                                                             | Шпильберг                                                                                          |
| 40                                                                                                 | 65138                                                                                              | Шпильберг                                                                                          | Spielberg                                                                                          | 4.257.213,04                                                                                       | 389                                                                                                | 91,37                                                                                              | 10.944                                                                                             | Шпильберг                                                                                          |
| -                                                                                                  | 651                                                                                                | Книттельфельд                                                                                      | Knittelfeld                                                                                        | 578.053.760,19                                                                                     | 29.096                                                                                             | 50,33                                                                                              | 19.867                                                                                             | -                                                                                                  |

## Современное положение
Данный раздел охватывает период с 1 июля 2013 года по настоящее время.

### Реорганизация общин
С момента ликвидации судебного округа Книттельфельд на территории, подвластной его бывшей юрисдикции, осталось восемь политических общин.
Реорганизация в упразднённом судебном округе Книттельфельд, вошедшем в состав судебного округа Юденбург, за период с 1 июля 2013 года заключалась в следующем:
- переименование политических общин (см. табл. 8);
- перерегистрация политических общин, связанная со слиянием политических округов Книттельфельд и Юденбург в политический округ Мурталь (см. табл. 9);
- упразднение, слияние и объединение политических общин (см. табл. 10).

#### Переименование
За период прошедший с момента ликвидации судебного округа Книттельфельд была переименована только одна из 14 политических общин, первоначально входивших в его состав.
| Таблица 8. Переименованная община бывшего судебного округа Книттельфельд | Таблица 8. Переименованная община бывшего судебного округа Книттельфельд | Таблица 8. Переименованная община бывшего судебного округа Книттельфельд | Таблица 8. Переименованная община бывшего судебного округа Книттельфельд | Таблица 8. Переименованная община бывшего судебного округа Книттельфельд | Таблица 8. Переименованная община бывшего судебного округа Книттельфельд | Таблица 8. Переименованная община бывшего судебного округа Книттельфельд | Таблица 8. Переименованная община бывшего судебного округа Книттельфельд | Таблица 8. Переименованная община бывшего судебного округа Книттельфельд |
| № п/п                                                                    | Идентифика-ционный код                                                   | Название политических общин                                              | Название политических общин                                              | Название политических общин                                              | Судебный округ                                                           | Политический округ                                                       | Дата вступления в силу                                                   | Основание (Gesetzliche bzw. amtl. Grundlagen)                            |
| № п/п                                                                    | Идентифика-ционный код                                                   | прежнее (рус.)                                                           | новое (рус.)                                                             | новое (нем.)                                                             | Судебный округ                                                           | Политический округ                                                       | Дата вступления в силу                                                   | Основание (Gesetzliche bzw. amtl. Grundlagen)                            |
| ------------------------------------------------------------------------ | ------------------------------------------------------------------------ | ------------------------------------------------------------------------ | ------------------------------------------------------------------------ | ------------------------------------------------------------------------ | ------------------------------------------------------------------------ | ------------------------------------------------------------------------ | ------------------------------------------------------------------------ | ------------------------------------------------------------------------ |
| 1                                                                        | 6 20 39                                                                  | Грослобминг                                                              | Лобмингталь                                                              | Lobmingtal                                                               | Юденбург                                                                 | Мурталь                                                                  | 01.01.2016                                                               | LGBL. STM. Nr. 090/2015                                                  |

#### Преобразование
За данный период преобразований политических общин из одного вида в другой со сменой статуса на территории бывшего судебного округа Книттельфельд не отмечалось.

#### Выделение (отделение, разделение и разъединение)
Разделения (разбиения) существующих политических общин бывшего судебного округа Книттельфельд на более мелкие, как и разъединения ранее объединившихся между собой, входивших в первоначальный состав данного судебного округа, за данный период не происходило.

#### Перерегистрация
При слиянии 1 января 2012 года политических округов Книттельфельд и Юденбург во вновь образованный политический округ Мурталь политическим общинам были присвоены новые идентификационные коды :
| Таблица 9. Идентификационные коды политических общин бывшего судебного округа Книттельфельд с 2012 года | Таблица 9. Идентификационные коды политических общин бывшего судебного округа Книттельфельд с 2012 года | Таблица 9. Идентификационные коды политических общин бывшего судебного округа Книттельфельд с 2012 года | Таблица 9. Идентификационные коды политических общин бывшего судебного округа Книттельфельд с 2012 года | Таблица 9. Идентификационные коды политических общин бывшего судебного округа Книттельфельд с 2012 года | Таблица 9. Идентификационные коды политических общин бывшего судебного округа Книттельфельд с 2012 года |
| № п/п                                                                                                   | Политическая община                                                                                     | Немецкое название                                                                                       | Идентифика-ционные коды до 2012 года                                                                    | Идентифика-ционные коды (2012—2014)                                                                     | Идентификационные коды с 2015 года                                                                      |
| --- | --- | --- | --- | --- | --- |
| 1 | Апфельберг                                                                                              | Apfelberg                                                                                               | 6 09 01                                                                                                 | 6 20 02                                                                                                 | см. Книттельфельд                                                                                       |
| 2 | Галь | Gaal | 6 09 04                                                                                                 | 6 20 08                                                                                                 | 6 20 08                                                                                                 |
| 3 | Грослобминг                                                                                             | Großlobming                                                                                             | 6 09 05                                                                                                 | 6 20 09                                                                                                 | 6 20 39                                                                                                 |
| 4 | Зеккау                                                                                                  | Seckau                                                                                                  | 6 09 13                                                                                                 | 6 20 34                                                                                                 | 6 20 34                                                                                                 |
| 5 | Клайнлобминг                                                                                            | Kleinlobming                                                                                            | 6 09 06                                                                                                 | 6 20 12                                                                                                 | см. Грослобминг                                                                                         |
| 6 | Книттельфельд                                                                                           | Knittelfeld                                                                                             | 6 09 07                                                                                                 | 6 20 13                                                                                                 | 6 20 41                                                                                                 |
| 7 | Кобенц                                                                                                  | Kobenz                                                                                                  | 6 09 08                                                                                                 | 6 20 14                                                                                                 | 6 20 14                                                                                                 |
| 8 | Рахау                                                                                                   | Rachau                                                                                                  | 6 09 09                                                                                                 | 6 20 22                                                                                                 | см. Санкт-Маргаретен-бай-Книттельфельд                                                                  |
| 9 | Санкт-Лоренцен-бай-Книттельфельд                                                                        | Sankt Lorenzen bei Knittelfeld                                                                          | 6 09 10                                                                                                 | 6 20 28                                                                                                 | см. Санкт-Маргаретен-бай-Книттельфельд                                                                  |
| 10 | Санкт-Марайн-бай-Книттельфельд                                                                          | Sankt Marein bei Knittelfeld                                                                            | 6 09 11                                                                                                 | 6 20 29                                                                                                 | см. Санкт-Марайн-Файстриц                                                                               |
| 11 | Санкт-Марайн-Файстриц                                                                                   | Sankt Marein-Feistritz                                                                                  | - | - | 6 20 45                                                                                                 |
| 12 | Санкт-Маргаретен-бай-Книттельфельд                                                                      | Sankt Margarethen bei Knittelfeld                                                                       | 6 09 12                                                                                                 | 6 20 30                                                                                                 | 6 20 46                                                                                                 |
| 13 | Файстриц-бай-Книттельфельд                                                                              | Feistritz bei Knittelfeld                                                                               | 6 09 02                                                                                                 | 6 20 05                                                                                                 | см. Санкт-Марайн-Файстриц                                                                               |
| 14 | Флачах                                                                                                  | Flatschach                                                                                              | 6 09 03                                                                                                 | 6 20 06                                                                                                 | см. Шпильберг                                                                                           |
| 15 | Шпильберг                                                                                               | Spielberg                                                                                               | 6 09 14                                                                                                 | 6 20 35                                                                                                 | 6 20 47                                                                                                 |

#### Ликвидация, упразднение, слияние и объединение
Два упразднения, одно слияние и два объединения политических общин произошло с 1 июля 2013 года по 1 января 2015 года на территории упразднённого судебного округа Книттельфельд, находящегося под полной юрисдикцией судебного округа Юденбург (табл. 10).
Легенда к таблице 10:

- Объединение (выделено "цветом "побег папайи" #FFEFD5) — это присоединение одной или нескольких политических общин к политической общине, сохраняющей  своё личное имя (название) для всех присоединённых общин.

| Таблица 10. Список реорганизованных общин бывшего судебного округа Книттельфельд | Таблица 10. Список реорганизованных общин бывшего судебного округа Книттельфельд | Таблица 10. Список реорганизованных общин бывшего судебного округа Книттельфельд | Таблица 10. Список реорганизованных общин бывшего судебного округа Книттельфельд | Таблица 10. Список реорганизованных общин бывшего судебного округа Книттельфельд | Таблица 10. Список реорганизованных общин бывшего судебного округа Книттельфельд | Таблица 10. Список реорганизованных общин бывшего судебного округа Книттельфельд | Таблица 10. Список реорганизованных общин бывшего судебного округа Книттельфельд | Таблица 10. Список реорганизованных общин бывшего судебного округа Книттельфельд | Таблица 10. Список реорганизованных общин бывшего судебного округа Книттельфельд | Таблица 10. Список реорганизованных общин бывшего судебного округа Книттельфельд |
| №                                                                                | Код                                                                              | Название                                                                         | Сочетание [wurde vereinigt mit der (den) Gemeinde(n)]                            | Новое название                                                                   | Немецкое название                                                                | Код                                                                              | Код и название политического округа                                              | Дата вступления в силу                                                           | Основание (Gesetzliche bzw. amtl. Grundlagen)                                    |                                                                                  |
| -------------------------------------------------------------------------------- | -------------------------------------------------------------------------------- | -------------------------------------------------------------------------------- | -------------------------------------------------------------------------------- | -------------------------------------------------------------------------------- | -------------------------------------------------------------------------------- | -------------------------------------------------------------------------------- | -------------------------------------------------------------------------------- | -------------------------------------------------------------------------------- | -------------------------------------------------------------------------------- | -------------------------------------------------------------------------------- |
| 1                                                                                | 6 20 09                                                                          | Грослобминг                                                                      | Kleinlobming                                                                     | Грослобминг                                                                      | Großlobming                                                                      | 6 20 39                                                                          | 620 — Мурталь                                                                    | 01.01.2015                                                                       | LGBl.STM. Nr. 031/2014                                                           |                                                                                  |
| 1                                                                                | 6 20 12                                                                          | Клайнлобминг                                                                     | Großlobming                                                                      | Грослобминг                                                                      | Großlobming                                                                      | 6 20 39                                                                          | 620 — Мурталь                                                                    | 01.01.2015                                                                       | LGBl.STM. Nr. 031/2014                                                           |                                                                                  |
| 2                                                                                | 6 20 02                                                                          | Апфельберг                                                                       | Knittelfeld                                                                      | Книттельфельд                                                                    | Knittelfeld                                                                      | 6 20 41                                                                          | 620 — Мурталь                                                                    | 01.01.2015                                                                       | LGBl.STM. Nr. 144/2013                                                           |                                                                                  |
| 2                                                                                | 6 20 13                                                                          | Книттельфельд                                                                    | Apfelberg                                                                        | Книттельфельд                                                                    | Knittelfeld                                                                      | 6 20 41                                                                          | 620 — Мурталь                                                                    | 01.01.2015                                                                       | LGBl.STM. Nr. 144/2013                                                           |                                                                                  |
| 3                                                                                | 6 20 05                                                                          | Санкт-Марайн-бай-Книттельфельд                                                   | Feistritz bei Knittelfeld                                                        | Санкт-Марайн-Файстриц                                                            | Sankt Marein-Feistritz                                                           | 6 20 45                                                                          | 620 — Мурталь                                                                    | 01.01.2015                                                                       | LGBL. STM. Nr. 120/2013                                                          |                                                                                  |
| 3                                                                                | 6 20 29                                                                          | Файстриц-бай-Книттельфельд                                                       | Sankt Marein bei Knittelfeld                                                     | Санкт-Марайн-Файстриц                                                            | Sankt Marein-Feistritz                                                           | 6 20 45                                                                          | 620 — Мурталь                                                                    | 01.01.2015                                                                       | LGBL. STM. Nr. 120/2013                                                          |                                                                                  |
| 4                                                                                | 6 20 22                                                                          | Рахау                                                                            | Sankt Lorenzen bei Knittelfeld, Sankt Margarethen bei Knittelfeld                | Санкт-Маргаретен-бай-Книттельфельд                                               | Sankt Margarethen bei Knittelfeld                                                | 6 20 46                                                                          | 620 — Мурталь                                                                    | 01.01.2015                                                                       | LGBl.STM. Nr. 031/2014                                                           |                                                                                  |
| 4                                                                                | 6 20 28                                                                          | Санкт-Лоренцен-бай-Книттельфельд                                                 | Rachau, Sankt Margarethen bei Knittelfeld                                        | Санкт-Маргаретен-бай-Книттельфельд                                               | Sankt Margarethen bei Knittelfeld                                                | 6 20 46                                                                          | 620 — Мурталь                                                                    | 01.01.2015                                                                       | LGBl.STM. Nr. 031/2014                                                           |                                                                                  |
| 4                                                                                | 6 20 30                                                                          | Санкт-Маргаретен-бай-Книттельфельд                                               | Rachau, Sankt Lorenzen bei Knittelfeld                                           | Санкт-Маргаретен-бай-Книттельфельд                                               | Sankt Margarethen bei Knittelfeld                                                | 6 20 46                                                                          | 620 — Мурталь                                                                    | 01.01.2015                                                                       | LGBl.STM. Nr. 031/2014                                                           |                                                                                  |
| 5                                                                                | 6 20 06                                                                          | Флачах                                                                           | Spielberg                                                                        | Шпильберг                                                                        | Spielberg                                                                        | 6 20 47                                                                          | 620 — Мурталь                                                                    | 01.01.2015                                                                       | LGBl.STM. Nr. 031/2014                                                           |                                                                                  |
| 5                                                                                | 6 20 35                                                                          | Шпильберг                                                                        | Flatschach                                                                       | Шпильберг                                                                        | Spielberg                                                                        | 6 20 47                                                                          | 620 — Мурталь                                                                    | 01.01.2015                                                                       | LGBl.STM. Nr. 031/2014                                                           |                                                                                  |

### Территориальная подсудность
С 1 января 2012 года в соответствии с административной реформой в Штирии, политические округа Книттельфельд и Юденбург были объединены в единый политический округ Мурталь . По результатам этой реформы судебный округ Книттельфельд (кодовый номер 6091, с 01.01.2012г. — 6202), территориально совпадавший с политическим округом Книттельфельд, с 1 июля 2013 года вошёл в состав судебного округа Юденбург (кодовый номер 6201), юрисдикция которого полностью распространилась на весь политический округ Мурталь.
| Таблица 11. Состав бывшего судебного округа Книттельфельд по данным первой регистрационной переписи на 31.10.2011г. (политические общины в старых границах) | Таблица 11. Состав бывшего судебного округа Книттельфельд по данным первой регистрационной переписи на 31.10.2011г. (политические общины в старых границах) | Таблица 11. Состав бывшего судебного округа Книттельфельд по данным первой регистрационной переписи на 31.10.2011г. (политические общины в старых границах) | Таблица 11. Состав бывшего судебного округа Книттельфельд по данным первой регистрационной переписи на 31.10.2011г. (политические общины в старых границах) | Таблица 11. Состав бывшего судебного округа Книттельфельд по данным первой регистрационной переписи на 31.10.2011г. (политические общины в старых границах) | Таблица 11. Состав бывшего судебного округа Книттельфельд по данным первой регистрационной переписи на 31.10.2011г. (политические общины в старых границах) | Таблица 11. Состав бывшего судебного округа Книттельфельд по данным первой регистрационной переписи на 31.10.2011г. (политические общины в старых границах) | Таблица 11. Состав бывшего судебного округа Книттельфельд по данным первой регистрационной переписи на 31.10.2011г. (политические общины в старых границах) |
| № п/п | Идентифика-ционный код | Название политических общин | Немецкое название | Кадастровая площадь в 2015 г., га | Население, чел. | Плотность населения, чел./км² | Земле-обеспеченность, м²/чел. |
| --- | --- | --- | --- | --- | --- | --- | --- |
| 1 | 6 09 01 (6 20 02) | Апфельберг | Apfelberg | 933,18 | 1133 | 121,41 | 8.236 |
| 2 | 6 09 04 (6 20 08) | Галь | Gaal | 19743,92 | 1444 | 7,31 | 136.731 |
| 3 | 6 09 05 (6 20 09) | Грослобминг | Großlobming | 736,67 | 1178 | 159,91 | 6.254 |
| 4 | 6 09 13 (6 20 34) | Зеккау | Seckau | 4622,95 | 1267 | 27,41 | 36.487 |
| 5 | 6 09 06 (6 20 12) | Клайнлобминг | Kleinlobming | 4701,85 | 643 | 13,68 | 73.124 |
| 6 | 6 09 07 (6 20 13) | Книттельфельд | Knittelfeld | 452,28 | 11553 | 2554,42 | 391 |
| 7 | 6 09 08 (6 20 14) | Кобенц | Kobenz | 1763,28 | 1845 | 104,63 | 9.557 |
| 8 | 6 09 09 (6 20 22) | Рахау | Rachau | 10496,36 | 607 | 5,78 | 172.922 |
| 9 | 6 09 10 (6 20 28) | Санкт-Лоренцен-бай-Книттельфельд | Sankt Lorenzen bei Knittelfeld | 3588,52 | 789 | 21,99 | 45.482 |
| 10 | 6 09 11 (6 20 29) | Санкт-Марайн-бай-Книттельфельд | Sankt Marein bei Knittelfeld | 6070,44 | 1220 | 20,10 | 49.758 |
| 11 | 6 09 12 (6 20 30) | Санкт-Маргаретен-бай-Книттельфельд | Sankt Margarethen bei Knittelfeld | 737,36 | 1338 | 181,46 | 5.511 |
| 12 | 6 09 02 (6 20 05) | Файстриц-бай-Книттельфельд | Feistritz bei Knittelfeld | 989,17 | 771 | 77,94 | 12.830 |
| 13 | 6 09 03 (6 20 06) | Флачах | Flatschach | 741,92 | 207 | 27,90 | 35.842 |
| 14 | 6 09 14 (6 20 35) | Шпильберг | Spielberg | 2227,47 | 5101 | 229,00 | 4.367 |
| - | 6091 (6202) | Юденбург (часть) | Judenburg (Teil) | 57.805,38 | 29.096 | 50,33 | 19.867 |

| Таблица 12. Состав бывшего судебного округа Книттельфельд по данным первой регистрационной переписи на 31.10.2011г. (политические общины в новых границах) | Таблица 12. Состав бывшего судебного округа Книттельфельд по данным первой регистрационной переписи на 31.10.2011г. (политические общины в новых границах) | Таблица 12. Состав бывшего судебного округа Книттельфельд по данным первой регистрационной переписи на 31.10.2011г. (политические общины в новых границах) | Таблица 12. Состав бывшего судебного округа Книттельфельд по данным первой регистрационной переписи на 31.10.2011г. (политические общины в новых границах) | Таблица 12. Состав бывшего судебного округа Книттельфельд по данным первой регистрационной переписи на 31.10.2011г. (политические общины в новых границах) | Таблица 12. Состав бывшего судебного округа Книттельфельд по данным первой регистрационной переписи на 31.10.2011г. (политические общины в новых границах) | Таблица 12. Состав бывшего судебного округа Книттельфельд по данным первой регистрационной переписи на 31.10.2011г. (политические общины в новых границах) | Таблица 12. Состав бывшего судебного округа Книттельфельд по данным первой регистрационной переписи на 31.10.2011г. (политические общины в новых границах) |
| № п/п | Идентифика-ционный код | Название политических общин | Немецкое название | Кадастровая площадь в 2015 г., га | Население, чел. | Плотность населения, чел./км² | Земле-обеспеченность, м²/чел. |
| --- | --- | --- | --- | --- | --- | --- | --- |
| 1 | 6 20 08 | Галь | Gaal | 19.743,92 | 1.444 | 7,31 | 136.731 |
| 2 | 6 20 39 | Грослобминг | Großlobming | 5.438,52 | 1.821 | 33,48 | 29.866 |
| 3 | 6 20 34 | Зеккау | Seckau | 4.622,95 | 1.267 | 27,41 | 36.487 |
| 4 | 6 20 41 | Книттельфельд | Knittelfeld | 1.385,46 | 12.686 | 915,65 | 1.092 |
| 5 | 6 20 14 | Кобенц | Kobenz | 1.763,28 | 1.845 | 104,63 | 9.557 |
| 6 | 6 20 45 | Санкт-Марайн-Файстриц | Sankt Marein-Feistritz | 7.059,61 | 1991 | 28,20 | 35.458 |
| 7 | 6 20 46 | Санкт-Маргаретен-бай-Книттельфельд | Sankt Margarethen bei Knittelfeld | 14.822,25 | 2.734 | 18,45 | 54.215 |
| 8 | 6 20 47 | Шпильберг | Spielberg | 2.969,39 | 5.308 | 178,76 | 5.594 |
| | 6201 | Юденбург (часть) | Judenburg (Teil) | 57.805,38 | 29.096 | 50,33 | 19.867 |

| Таблица 13. Состав бывшего судебного округа Книттельфельд по данным первой регистрационной переписи на 31.10.2011г. (кадастровые общины) | Таблица 13. Состав бывшего судебного округа Книттельфельд по данным первой регистрационной переписи на 31.10.2011г. (кадастровые общины) | Таблица 13. Состав бывшего судебного округа Книттельфельд по данным первой регистрационной переписи на 31.10.2011г. (кадастровые общины) | Таблица 13. Состав бывшего судебного округа Книттельфельд по данным первой регистрационной переписи на 31.10.2011г. (кадастровые общины) | Таблица 13. Состав бывшего судебного округа Книттельфельд по данным первой регистрационной переписи на 31.10.2011г. (кадастровые общины) | Таблица 13. Состав бывшего судебного округа Книттельфельд по данным первой регистрационной переписи на 31.10.2011г. (кадастровые общины) | Таблица 13. Состав бывшего судебного округа Книттельфельд по данным первой регистрационной переписи на 31.10.2011г. (кадастровые общины) | Таблица 13. Состав бывшего судебного округа Книттельфельд по данным первой регистрационной переписи на 31.10.2011г. (кадастровые общины) | Таблица 13. Состав бывшего судебного округа Книттельфельд по данным первой регистрационной переписи на 31.10.2011г. (кадастровые общины) |
| № п/п | Кадастровый номер | Название кадастровых общин | Немецкое название | Кадастровая площадь в 2015 г., м2 | Население, чел. | Плотность населения, чел./км² | Земле-обеспеченность, м²/чел. | Политическая община |
| --- | --- | --- | --- | --- | --- | --- | --- | --- |
| 1 | 65103 | Айнхёрн | Einhörn | 1.322.187,59 | 202 | 152,78 | 6.545 | Шпильберг |
| 2 | 65101 | Апфельберг | Apfelberg | 9.331.815,54 | 1133 | 121,41 | 8.236 | Книттельфельд |
| 3 | 65140 | Вайерн | Weyern | 1.412.436,12 | 199 | 140,89 | 7.098 | Шпильберг |
| 4 | 65139 | Вассерлайт | Wasserleith | 32.150.841,64 | 109 | 3,39 | 294.962 | Санкт-Марайн-Файстриц |
| 5 | 65108 | Галь | Gaal | 73.969.213,77 | 260 | 3,51 | 284.497 | Галь |
| 6 | 65109 | Глайн | Glein | 46.928.511,49 | 158 | 3,37 | 297.016 | Санкт-Маргаретен-бай-Книттельфельд |
| 7 | 65110 | Граден | Graden | 17.530.041,03 | 716 | 40,84 | 24.483 | Галь |
| 8 | 65111 | Гройт | Greith | 10.022.758,32 | 188 | 18,76 | 53.313 | Санкт-Марайн-Файстриц |
| 9 | 65112 | Грослобминг | Großlobming | 7.366.671,59 | 1178 | 159,91 | 6.254 | Грослобминг |
| 10 | 65102 | Дюрнберг | Dürnberg | 21.042.163,02 | 363 | 17,25 | 57.967 | Зеккау |
| 11 | 65132 | Захендорф | Sachendorf | 1.536.583,55 | 471 | 306,52 | 3.262 | Шпильберг |
| 12 | 65137 | Зеккау | Seckau | 2.741.834,18 | 579 | 211,17 | 4.735 | Зеккау |
| 13 | 65113 | Ингеринг І | Ingering I | 677.653,13 | 132 | 194,79 | 5.134 | Шпильберг |
| 14 | 65114 | Ингеринг ІІ | Ingering II | 69.331.122,16 | 279 | 4,02 | 248.499 | Галь |
| 15 | 65115 | Клайнлобминг | Kleinlobming | 35.431.479,38 | 391 | 11,04 | 90.618 | Грослобминг |
| 16 | 65116 | Книттельфельд | Knittelfeld | 4.522.756,34 | 11553 | 2554,42 | 391 | Книттельфельд |
| 17 | 65117 | Кобенц | Kobenz | 5.937.711,90 | 633 | 106,61 | 9.380 | Кобенц |
| 18 | 65118 | Лайнг | Laing | 943.397,90 | 106 | 112,36 | 8.900 | Шпильберг |
| 19 | 65119 | Линд | Lind | 3.260.773,24 | 706 | 216,51 | 4.619 | Шпильберг |
| 20 | 65120 | Масвег | Maßweg | 1.444.129,64 | 1093 | 756,86 | 1.321 | Шпильберг |
| 21 | 65121 | Миттербах | Mitterbach | 21.373.022,49 | 145 | 6,78 | 147.400 | Санкт-Маргаретен-бай-Книттельфельд |
| 22 | 65122 | Миттерлобминг | Mitterlobming | 11.587.001,22 | 252 | 21,75 | 45.980 | Грослобминг |
| 23 | 65123 | Нойхофен | Neuhofen | 22.445.539,70 | 325 | 14,48 | 69.063 | Зеккау |
| 24 | 65124 | Паузендорф | Pausendorf | 2.256.177,72 | 1740 | 771,22 | 1.297 | Шпильберг |
| 25 | 65125 | Пихль | Pichl | 7.787.176,15 | 84 | 10,79 | 92.704 | Санкт-Маргаретен-бай-Книттельфельд |
| 26 | 65126 | Пранк | Prank | 4.296.293,43 | 246 | 57,26 | 17.465 | Санкт-Марайн-Файстриц |
| 27 | 65127 | Прег | Preg | 20.889.954,38 | 191 | 9,14 | 109.371 | Санкт-Маргаретен-бай-Книттельфельд |
| 28 | 65128 | Пухшахен | Puchschachen | 36.608.828,28 | 189 | 5,16 | 193.698 | Галь |
| 29 | 65131 | Расниц | Raßnitz | 6.438.562,73 | 902 | 140,09 | 7.138 | Кобенц |
| 30 | 65129 | Рахау І | Rachau І | 17.155.335,08 | 304 | 8,29 | 120.599 | Санкт-Маргаретен-бай-Книттельфельд |
| 31 | 65130 | Рахау ІІ | Rachau ІІ | 19.506.730,41 | см. Рахау І | см. Рахау І | см. Рахау І | Санкт-Маргаретен-бай-Книттельфельд |
| 32 | 65133 | Санкт-Лоренцен | Sankt Lorenzen | 7.208.086,84 | 514 | 71,31 | 14.024 | Санкт-Маргаретен-бай-Книттельфельд |
| 33 | 65134 | Санкт-Марайн | Sankt Marein | 4.826.733,58 | 452 | 93,65 | 10.679 | Санкт-Марайн-Файстриц |
| 34 | 65135 | Санкт-Маргаретен | Sankt Margarethen | 7.373.640,09 | 1338 | 181,46 | 5.511 | Санкт-Маргаретен-бай-Книттельфельд |
| 35 | 65105 | Файстриц | Feistritz | 9.891.679,29 | 771 | 77,94 | 12.830 | Санкт-Марайн-Файстриц |
| 36 | 65104 | Фаррах | Farrach | 5.256.553,86 | 310 | 58,97 | 16.957 | Кобенц |
| 37 | 65106 | Флачах | Flatschach | 7.419.234,07 | 207 | 27,90 | 35.842 | Шпильберг |
| 38 | 65107 | Фрессенберг | Freßenberg | 9.407.795,61 | 225 | 23,92 | 41.812 | Санкт-Марайн-Файстриц |
| 39 | 65136 | Шёнберг | Schönberg | 5.164.120,69 | 63 | 12,20 | 81.970 | Шпильберг |
| 40 | 65138 | Шпильберг | Spielberg | 4.257.213,04 | 389 | 91,37 | 10.944 | Шпильберг |
| - | 651 | Мурталь (часть) | Murtal (Teil) | 578.053.760,19 | 29.096 | 50,33 | 19.867 | - |

## Внешние ссылки
- Немецко-русский переводчик, Google

## Лицензия
- Лицензия: Namensnennung 3.0 Österreich (CC BY 3.0 AT) (нем.)
- Лицензия (Штирия):  "Datenquelle: CC-BY-3.0: Land Steiermark - data.steiermark.gv.at" (нем.)